# Province de Pontevedra
La province de Pontevedra (en espagnol et en galicien : Provincia de Pontevedra) est l'une des quatre provinces de la communauté autonome de Galice, dans le nord-ouest de l'Espagne. Sa capitale est la ville de Pontevedra.

## Géographie
La province de Pontevedra est limitée au nord par la province de La Corogne, à l'est par la province de Lugo et la province d'Ourense, au sud par le Portugal et à l'ouest par l'océan Atlantique.

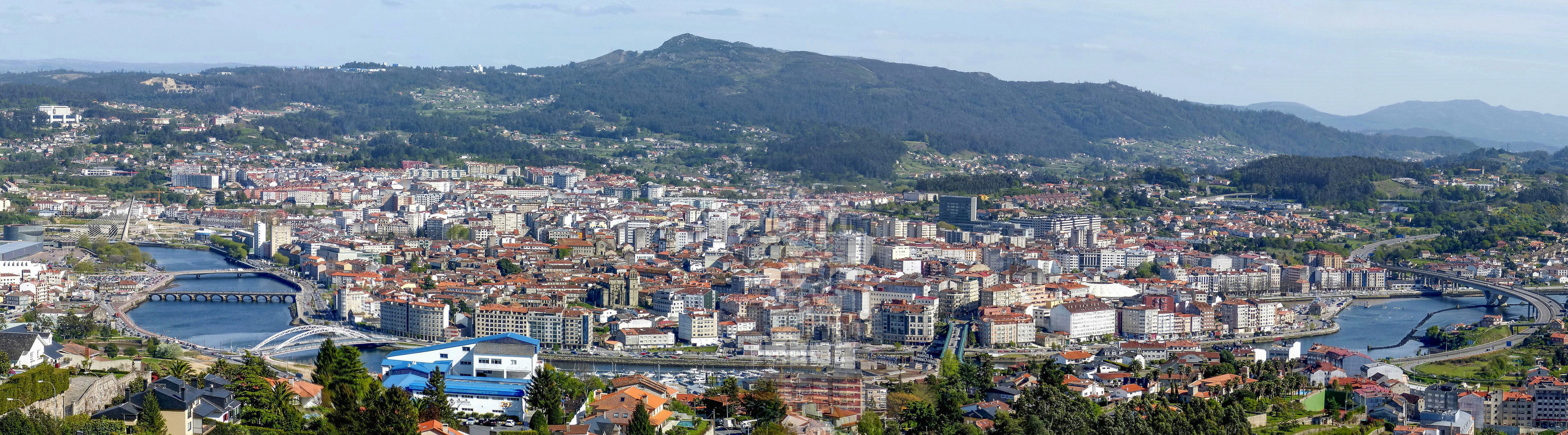
Panoramique de Pontevedra.

## Population
La province comptait 942 665 habitants selon le recensement de 2019. Pontevedra, la capitale de la province comptait 83.260 habitants en 2020 et son aire urbaine plus de 300.000 habitants.

## Subdivisions

### Comarques
La province de Pontevedra est subdivisée en 10 comarques :
- O Baixo Miño
- Caldas
- Condado
- Deza
- Morrazo
- Paradanta
- Pontevedra
- Salnés
- Tabeirós - Terra de Montes
- Vigo

### Communes
La province compte 62 communes (municipios en espagnol).

## Tourisme
Le Parque Nacional de las Islas Atlánticas de Galicia est situé dans cette province.

## Personnalités liées
- María José Martínez Patiño (1961-), coureuse de haies espagnole.